# Ебботт Тауншип (округ Поттер, Пенсільванія)
Ебботт Тауншип (англ. Abbott Township) — селище (англ. township) в США, в окрузі Поттер штату Пенсільванія. Населення — 228 осіб (2020).

## Демографія
Згідно з переписом 2010 року, у селищі мешкали 242 особи в 113 домогосподарствах у складі 79 родин. Було 519 помешкань
Расовий склад населення:
| - 97,9 % — білих - 0,4 % — корінних американців - 0,4 % — чорних або афроамериканців |

До двох чи більше рас належало 1,2 %. Частка іспаномовних становила 0,0 % від усіх жителів.
За віковим діапазоном населення розподілялося таким чином: 12,8 % — особи молодші 18 років, 52,5 % — особи у віці 18—64 років, 34,7 % — особи у віці 65 років та старші. Медіана віку мешканця становила 54,4 року. На 100 осіб жіночої статі у селищі припадало 112,3 чоловіків;  на 100 жінок у віці від 18 років та старших — 111,0 чоловіків також старших 18 років.
Середній дохід на одне домашнє господарство  становив 49 193 долари США (медіана — 43 750), а середній дохід на одну сім'ю — 57 612 долари (медіана — 56 250). Медіана доходів становила 46 250 доларів для чоловіків та 25 625 доларів для жінок. За межею бідності перебувало 6,5 % осіб, у тому числі 0,0 % дітей у віці до 18 років та 7,3 % осіб у віці 65 років та старших.
Цивільне працевлаштоване населення становило 67 осіб. Основні галузі зайнятості: виробництво — 16,4 %, освіта, охорона здоров'я та соціальна допомога — 16,4 %, роздрібна торгівля — 11,9 %, публічна адміністрація — 10,4 %.